# Princess Lover!
Princess Lover! (プリンセスラバー!?, Purinsesu Rabā!) è una visual novel giapponese e primo titolo sviluppato dall'azienda Ricotta.
Il gioco è stato in seguito adattato in tre light novel scritte da Utsusemi e illustrate da Hyūma Kitsuhi. Sono stati anche realizzati due adattamenti manga: il primo, illustrato da Naoha Yuigi, ha cominciato ad essere serializzato sulla rivista Media Factory Mobile! della Media Factory il 20 marzo 2009; il secondo, illustrato da Yu Midorigi, è stato invece serializzato sulla rivista di manga Comic Valkyrie della Kill Time Communication a partire dal 27 luglio 2009.
Un adattamento anime di 12 episodi, prodotto dallo studio GoHands, è stato trasmesso dal 5 luglio al 20 settembre 2009 su Chiba TV in edizione censurata, mentre la trasmissione in streaming e la pubblicazione in DVD sono in edizione integrale.

## Trama
Dopo aver perso i genitori in un incidente stradale di ritorno da una gita di famiglia, Teppei Arima viene adottato dal nonno Isshin, che gli impone di diventare il suo successore a capo dell'Arima Group Corporation. Per prepararsi al suo debutto nell'alta società, Teppei comincia così a frequentare la Shuuhou Gakuen, una scuola per ragazzi di buona famiglia, dove incontra quattro ragazze.

## Personaggi

### Principali
Teppei Arima (有馬 哲平?, Arima Teppei)
Il protagonista, un giorno, tornando da scuola, viene a sapere che i suoi genitori sono morti in un incidente automobilistico e viene quindi adottato da suo nonno, Isshin Arima, il proprietario dell'Arima Financial Combine, un'industria molto ricca e potente in Giappone. Il nonno chiede al nipote di diventare il suo successore all'Arima Corporation e il ragazzo s'iscrive alla Shuuhou Gakuen, la più prestigiosa scuola privata del Giappone.
Doppiato da Takuma Terashima (serie televisiva) e Akira Ishida (OAV).
Charlotte "Charl" Hazelrink (シャルロット ヘイゼルリンク?, Sharurotto Heizerurinku)
Una delle quattro eroine principali, è la principessa del Principato di Hazelrink. Teppei la incontra per la prima volta mentre viene attaccata da dei teppisti sulla sua carrozza. Le piace prendere in giro Teppei e ha un carattere allegro; oltre a questo, è innamorata del ragazzo, al quale chiede anche di non dimenticarsi di lei nell'anime. Ha seni molto grandi che attirano l'attenzione di Teppei ed è anche amica d'infanzia di Sylvia van Hossen. Come mostrato nell'anime, è un po' gelosa di Sylvia perché Charlotte non è la futura moglie di Teppei. Il suo maggiordomo è molto protettivo con lei e spesso fa di tutto per proteggerla. Nell'anime è fidanzata con Hartmann Bezelheim.
Doppiata da Ryōka Yuzuki.
Sylvia van Hossen (シルヴィア ファン・ホッセン?, Shiruvia fan Hossen)
Una delle quattro eroine principali della serie, è una nobile del Principato di Flemish nell'Europa orientale. Fidanzata di Teppei, è molto abile nel combattimento con la spada. Una ragazza un po' riservata, all'inizio cerca di capire Teppei restandogli solo amica. È la maggiore delle due figlie del capo della famiglia Van Hossen, Vincent van Hossen. La migliore amica di Charlotte, la principessa di Hazelrink. Nell'episodio 9, confida a Seika di non riuscire a comprendere quali sentimenti prova per Teppei. Una donna dura, con standard elevati, è anche il comandante dell'unità militare di Flemish. Avendo difficoltà ad esprimere i suoi sentimenti per Teppei a parole, lo fa tramite le azioni. Amava molto la sua defunta madre, ma non è riuscita a piangere al suo funerale: i suoi sentimenti per Teppei sono gli stessi che prova ricordando sua madre. Cresciuta nel Principato di Flemish, ha trascorso la sua adolescenza in Giappone.
Doppiata da Megumi Toyoguchi (serie televisiva) e Suzune Kusunoki (OAV).
Seika Hōjōin (鳳条院聖華?, Hōjōin Seika)
Figlia della società Hōjōin, rivale degli Arima, all'inizio trova Teppei antipatico. La rappresentante del Society Club, si riserva il diritto di iscrivere gli studenti nel club solo se pensa che ne siano meritevoli. Al di fuori della scuola, è una modella molto popolare e una delle fashion designer più talentuose e giovani del Giappone. Nonostante le sue resistenze, si innamora della natura tenace di Teppei, ma, essendo incerta su come lui potrebbe reagire, lo tiene nascosto. Ha una natura forte e brutale.
Doppiata da Emiri Katō.
Yū Fujikura (藤倉優?, Fujikura Yū)
Una cameriera della famiglia Arima, si occupa di Teppei, dandogli consigli su come comportarsi nel mondo dei nobili. È stata in orfanotrofio fino a quando Isshin Arima non l'ha presa con sé e, per mostrare tutta la sua gratitudine, ha giurato di servire la famiglia Arima. Sente di essere privilegiata per essere stata assegnata come cameriera personale di Teppei, l'erede del gruppo Arima. Un'esperta di computer, è in grado di digitare e lavorare a una velocità quasi sovrumana. Considera Isshin come un padre e prova dei sentimenti per Teppei, ma sente di non essere degna di lui. Di tutte le ragazze, è la più tenera, e per questo Teppei la paragona alla madre.
Doppiata da Yuki Matsuoka (serie televisiva) e Ayaka Kimura (OAV).

### Secondari
Isshin Arima (有馬一心?, Arima Isshin)
Il proprietario della Arima Corporation e nonno di Teppei, prende il nipote con sé quando i genitori del ragazzo muoiono in un incidente stradale. Ha una memoria eccellente nonostante l'età avanzata e vuole conoscere Teppei. Imprenditore durante la seconda guerra mondiale, ha fatto fortuna nel periodo successivo alla guerra. La sua azienda si estende in molte aree, comprese le industrie automobilistiche e quelle metallurgiche.
Doppiato da Wakamoto Norio.
Kanae Kobayashi
La madre di Teppei, era destinata ad ereditare l'Arima Group Corporation prima di morire. Una donna testarda, è scappata di casa perché il padre non era d'accordo che sposasse il signor Kobayashi.
Doppiata da Asako Dodo.
Signor Kobayashi
Il padre di Teppei, era un uomo molto bravo con la spada. L'unica cosa che temeva era l'ira della moglie. È morto nell'incidente stradale che ha ucciso anche sua moglie.
Doppiato da Nobuaki Kanemitsu.
Maria van Hossen
La minore delle due sorelle van Hossen, è molto energica. Ama il padre Vincent e considera Teppei un fratello anche se lui e sua sorella maggiore non si sono ancora sposati.
Doppiata da Kaya Miyake.
Vincent van Hossen
Il padre di Maria e Sylvia, è un uomo molto rispettabile. Isshin si fida molto di lui e per questo ha scelto Sylvia come moglie del nipote.
Doppiato da Takehito Koyasu.
Alfred (アルフレッド?, Arufureddo)
Uno dei maggiordomi degli Hazelrink, è un esperto di arti marziali ed ottimo pugile. Ha giurato di dedicare la vita alla protezione della principessa Charlotte, verso la quale nutre un affetto profondo.
Doppiato da Yosuke Akimoto.

### Altri
Josephine
La segretaria del fidanzato di Charlotte, è gelosa di lei.
Hartmann Bezelheim
Il fidanzato di Charlotte, nell'anime è il nemico principale. Ha una relazione con Josephine. Odia gli Arima e vuole uccidere Teppei per vendetta. È l'uomo d'affari più importante nella nazione di Charlotte ed è stato lui a uccidere i genitori di Teppei.
Ayano Kaneko
Una delle ragazze del drappello di Seika, diventa una delle eroine principali nel sequel Princess Lover! Eternal love for my lady.
Haruhiko Nezu
È un compagno di classe di Teppei.
Erika Takezono
Un'altra delle ragazze del drappello di Seika.

## Videogioco
Princess Lover! è stato pubblicato per la prima volta il 27 giugno 2008 in edizione limitata e regolare per PC; il 28 gennaio 2010 è poi uscita l'edizione per PlayStation 2, senza contenuti per adulti, dal titolo Princess Lover! Eternal love for my lady. L'edizione si differenzia anche da quella originale perché è stata aggiunta come quinta eroina Ayano Kaneko.

### Modalità di gioco
Il giocatore interagisce poco con il gioco perché la maggior parte del tempo viene trascorsa leggendo i dialoghi tra i personaggi o i pensieri del protagonista.
In punti prestabiliti, il giocatore ha la possibilità di scegliere tra più opzioni che permettono di spingere il gioco verso una direzione specifica, che porterà poi alla scelta dell'eroina con cui Teppei si fidanzerà.
Il gioco presenta quattro storie, una per ciascuna delle eroine. Per visualizzarle tutte, il giocatore dovrà ripetere il gioco più volte e prendere decisioni differenti da quelle fatte in precedenza.

## Adattamenti

### Libri e pubblicazioni
Princess Lover! è stato adattato in una serie di light novel scritte da Utsusemi e illustrate da Hyūma Kitsuhi.
La prima, intitolata Princess Lover! Il romanzo di Sylvia van Hossen (プリンセスラバー! シルヴィア ファン・ホッセンの恋路?, Purinsesu Rabaa! Shiruvia Fan Hossen no Koiji), è uscita il 29 novembre 2008.
La seconda, Princess Lover! Il romanzo di Charlotte Hazelrink (プリンセスラバー! シャルロット＝ヘイゼルリンクの恋路?, Purinsesu Rabaa! Sharurotto Heizerurinku no Koiji), è uscita il 30 maggio 2009. Entrambe queste light novel sono state pubblicate dalla Kill Time Communication e pubblicate in edizione normale e limitata. Le edizioni limitate includevano il libro e una scheda telefonica (il secondo titolo ha ricevuto invece anche una versione con incluso un poster).
Un terzo titolo, Princess Lover! Il romanzo di Sylvia van Hossen 2, ha cominciato a essere serializzato sulla rivista Nijiken Dream Magazine di Kill Time Communication il 17 giugno 2009.
Il 2 dicembre 2008 Max ha pubblicato un visual fan book di 135 pagine, contenente illustrazioni, l'introduzione e la spiegazione della storia e dei personaggi, scenografie e bozzetti, un'intervista al team di sviluppo della serie e anche un breve racconto intitolato Little Princess!.

### Manga
Princess Lover! è stato adattato in due manga. Il primo, illustrato da Naoha Yuigi, è stato serializzato su Media Factory Mobile! di Media Factory dal 20 marzo 2009; il secondo è stato serializzato su Comic Valkyrie della Kill Time Communication. Il secondo, che ha iniziato la serializzazione mentre il primo era ancora in corso, è stato illustrato da Yu Midorigi, che ha ricevuto assistenza da Utsusemi, l'autore degli adattamenti light novel.

### Anime
Princess Lover! è stato formalmente annunciato nel marzo 2009 attraverso il suo sito ufficiale. L'anime è stato prodotto da GoHands come prima produzione come studio di animazione, ed è stato diretto da Hiromitsu Kanazawa e scritto da Makoto Nakamura. È stato per la prima volta mostrato un video come proiezione pubblica in Akihabara il 21 giugno 2009, e di nuovo al Tvk Anime Matsuri 2009 di Kanagawa TV mostrato nel Nippon Seinenkan a Shinjuku, il 27 giugno 2009. Entrambi gli eventi sono stati caratterizzati dalla proiezione pubblica del primo episodio dell'anime con Umineko no naku koro ni, oltre a vari altri anime per l'evento Tvk Anime Matsuri. L'anime ha iniziato la sua trasmissione televisiva in Giappone il 5 luglio 2009 su Chiba TV e TV Kanagawa, terminata poi il 20 settembre 2009 in edizione censurata. Essi hanno anche pubblicato una versione non censurata nella sezione webcast.

#### Episodi
| Nº | Giapponese 「Kanji」 - Rōmaji - Traduzione letterale                                                               | In onda           | In onda |
| Nº | Giapponese 「Kanji」 - Rōmaji - Traduzione letterale                                                               | Giapponese        |         |
| 1  | 「馬車と姫君」 - Basha no himegimi – "La nobile ragazza nella carrozza"                                            | 5 luglio 2009     |         |
| 2  | 「学園と再会」 - Gakuen to saikai – "Accademia e riunione"                                                         | 12 luglio 2009    |         |
| 3  | 「剣と舞踏会」 - Tsurugi to butoukai – "La spada e la danza"                                                       | 19 luglio 2009    |         |
| 4  | 「薔薇と靴」 - Bara to kutsu – "La rosa e la scarpa"                                                               | 26 luglio 2009    |         |
| 5  | 「夕日と観覧車」 - Yuuhi to kanransha – "Tramonto e ruota panoramica"                                              | 2 agosto 2009     |         |
| 6  | 「湯けむりポロリとラッキースケベ」 - Yu kemuri porori to rakkiisukebe – "Vapore, pianto e il Pervertito Fortunato" | 9 agosto 2009     |         |
| 7  | 「婚約者と花びら」 - Konyakusha to hanabira – "La fidanzata e i petali di fiori"                                   | 16 agosto 2009    |         |
| 8  | 「楽園と真実」 - Rakuen to shinjitsu – "Il paradiso e la realtà"                                                   | 23 agosto 2009    |         |
| 9  | 「赤と青」 - Aka to ao – "Rosso e blu"                                                                             | 30 agosto 2009    |         |
| 10 | 「喪失と再生」 - Soushitsu to saisei – "Perdita e rinascita"                                                       | 6 settembre 2009  |         |
| 11 | 「騎馬隊と列車」 - Kibatai to ressha – "Il cavaliere e il treno"                                                   | 13 settembre 2009 |         |
| 12 | 「プリンセスラバー！」 - Purinsesu rabaa! – "Princess Lover!"                                                      | 20 settembre 2009 |         |

### OAV
Il 24 settembre 2010 è stato distribuito il primo OAV di Princess Lover!, che ha come protagonista Sylvia e contiene una storia originale alternativa a quella narrata nella serie TV con varie scene erotiche. Di genere Hentai, è stato pubblicato direttamente in DVD in Giappone come anime per adulti.